# La Fille de nulle part
Pour plus de détails, voir Fiche technique et Distribution.
La Fille de nulle part est un film français, un drame fantastique écrit et réalisé par Jean-Claude Brisseau, sorti en 2013.

## Synopsis
Michel Devillers est un professeur de mathématique veuf et à la retraite qui reste cloîtré dans son appartement de la rue de Maubeuge (Paris 10e) en rédigeant son prochain livre, Réflexions et analyse critique de nos croyances. Sa solitude va être rompue quand il recueille Dora, une jeune femme agressée qui s'était réfugiée dans son escalier. Petit à petit une complicité s'installe entre la fille de nulle part et le vieil écrivain, et Dora décide de rester vivre chez Michel, en échange de quoi elle l'aide à rédiger son ouvrage. Mais de curieuses manifestations commencent bientôt à survenir dans l'appartement...

## Fiche technique
- Titre : La Fille de nulle part
- Réalisation : Jean-Claude Brisseau
- Scénario : Jean-Claude Brisseau
- Décors et costumes : María Luisa García
- Photographie : David Chambille
- Montage : María Luisa García et Julie Picouleau
- Production : Jean-Claude Brisseau
- Société de production : La Sorcière Rouge
- Distribution : Les Acacias
- Pays :  France
- Genre : drame fantastique
- Durée : 91 minutes
- Sortie : France, 6 février 2013

## Distribution
- Virginie Legeay : Dora (Dorothé)
- Jean-Claude Brisseau : Michel Deviliers
- Claude Morel : Denis, l'ami toubib
- Lise Bellynck : Lise Villers, l'ancienne élève
- Sébastien Bailly : le fou
- Anne Berry : la mort
- Emmanuel Noblet : son exécutant

## Appréciation critique
« Un traité philosophique (élémentaire) doublé d’un thriller fantastique. Catapultant les catégories sans complexes, le cinéaste concilie non seulement les extrêmes mais reconsidère tout le cinéma sous l’angle de la croyance. Brisseau nous demande de croire l’incroyable, le réel traversé par l’irréel, sans recourir à la panoplie d’effets spéciaux sophistiqués auxquels le cinéma hollywoodien nous a habitués. Pour peu qu’on entre dans son jeu, on sera saisi et séduit par cette proposition. »

— Vincent Ostria, L'Humanité, 8 février 2013

« La part documentaire qu'offre le corps massif de Brisseau dans ses propres murs et la dimension autobiographique procurent une force nouvelle aux apparitions qui ont toujours peuplé son cinéma. Leur simplicité et leur beauté (et la terreur qui nous assaille à la vision de la première) participent de ce retour aux sources qu'effectue La Fille de nulle part. »

— Nicolas Azalbert et Stéphane Delorme, Cahiers du cinéma

## Distinctions
- Léopard d'or au Festival de Locarno 2012